# Glossogobius matanensis
Glossogobius matanensis är en fiskart som först beskrevs av Weber, 1913.  Glossogobius matanensis ingår i släktet Glossogobius och familjen smörbultsfiskar. IUCN kategoriserar arten globalt som sårbar. Inga underarter finns listade i Catalogue of Life.